# Fleys
Fleys é uma comuna francesa na região administrativa de Borgonha-Franco-Condado, no departamento de Yonne. Estende-se por uma área de 8,17 km². Em 2010 a comuna tinha 180 habitantes (densidade: 22 hab./km²).